# Sarmatia subpallescens
Sarmatia subpallescens là một loài bướm đêm trong họ Erebidae.